# 2024年世界水泳選手権アフガニスタン選手団
2024年世界水泳選手権アフガニスタン選手団は、2024年2月2日から2月18日までカタールのドーハで開催された第21回世界水泳選手権のアフガニスタン選手団、およびその競技結果。

## 選手団
- 人員: 選手 1人

## 選手名簿・結果
| 選手                 | 種目           | 予選      | 予選 | 準決勝   | 準決勝   | 決勝     | 決勝     |
| 選手                 | 種目           | 結果      | 順位 | 結果     | 順位     | 結果     | 順位     |
| -------------------- | -------------- | --------- | ---- | -------- | -------- | -------- | -------- |
| ファヒーム・アンワリ | 男子50m平泳ぎ  | 31秒83    | 49位 | 予選敗退 | 予選敗退 | 予選敗退 | 予選敗退 |
| ファヒーム・アンワリ | 男子100m平泳ぎ | 1分10秒86 | 70位 | 予選敗退 | 予選敗退 | 予選敗退 | 予選敗退 |